# Rachel Marsden

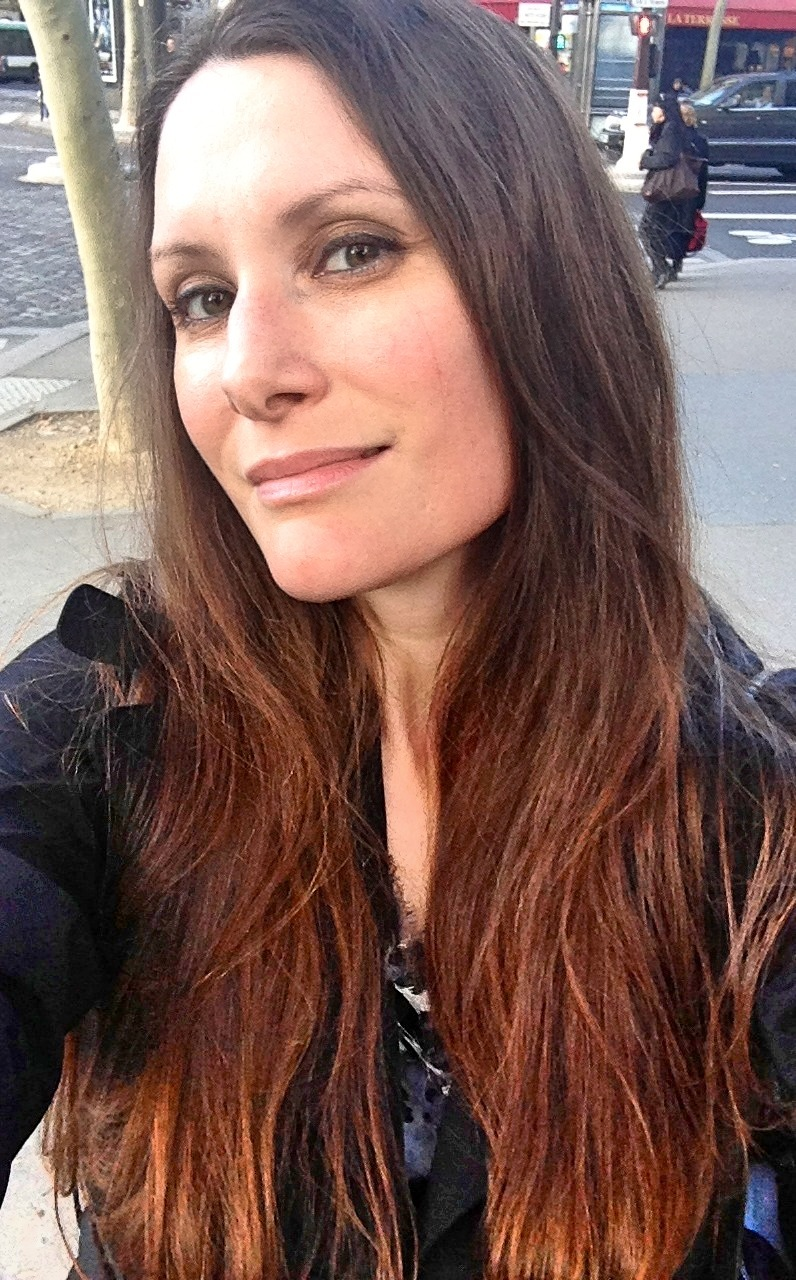
Rachel Marsden, 2013

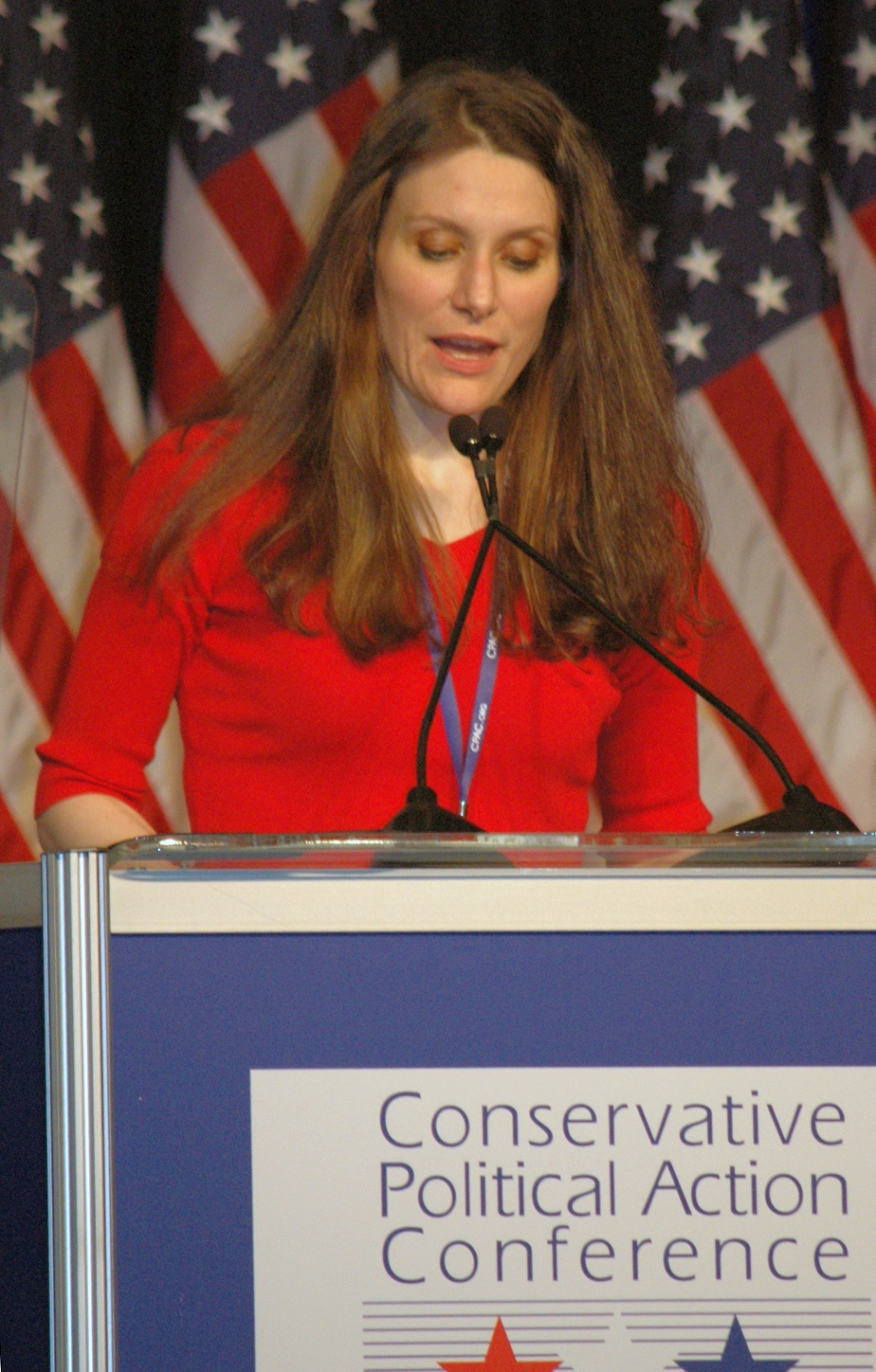
Marsden als Sprecherin bei der Conservative Political Action Conference, 2008

Rachel Marsden (* 2. Dezember 1974 in Vancouver) ist eine kanadische Kolumnistin und gilt als Verfechterin des Konservatismus.

## Leben
Marsden wuchs in Port Coquitlam auf. Sie studierte an der Simon Fraser University und am British Columbia Institute of Technology. Sie schloss 1990 mit einem Diplom für Rundfunkjournalismus ab. Marsden besuchte 2003 das National Journalism Center. Sie arbeitete unter anderem für konservativ gerichtete Zeitungen wie die National Post, Toronto Sun und die The Washington Times, danach für die Free Congress Foundation und von 2004 bis Mai 2007 für den Fox News Channel. Im Jahre 2006 zog Marsden nach New York.
In den USA und Kanada wurde sie auch durch einige Skandale und provokative Äußerungen bekannt. Sie wird wegen ihrer Polemik mit Ann Coulter verglichen. Unter anderem befürwortete sie die Folter an Gefangenen in Guantánamo.
Am 30. Mai 2007 wurde Marsden von der Fox-Sendung Red Eye with Greg Gutfeld wegen problematischen Verhaltens entfernt und von hauseigenen Sicherheitskräften außer Haus gebracht.
Eine kurze Beziehung mit Jimbo Wales im Februar 2008 führte zu einer Debatte, wie Blogs das Privatleben verändern und gefährden.